# Gaston IV de Foix
Gaston IV de Foix, född 26 februari 1423, död 1472, var en fransk ädling som var gift med Eleonora av Navarra. 
Gaston de Foix gjorde franske kungen Karl VII stora tjänster i kriget mot engelsmännen och utnämndes av kungen till pär av Frankrike.